# Lagocephalus laevigatus
Lagocephalus laevigatus es una especie de peces de la familia Tetraodontidae en el orden de los Tetraodontiformes.

## Morfología
- Los machos pueden llegar alcanzar los 100 cm de longitud total[1] y 5.500 g de peso.[2][3]

## Alimentació
Come peces y gambas.

## Depredadores
En Brasil es depredado por  Coryphaena hippurus y Estados Unidos por  nueces stolidus y Sterna fuscata .

## Hábitat
Es un pez de clima tropical que vive entre 10-180 m de profundidad.

## Distribución geográfica
Se encuentra en el Golfo de México, Atlántico occidental (desde Nueva Inglaterra y Bermuda hasta la Argentina) y en el Atlántico oriental (desde Mauritania hasta Namibia).

## Observaciones
Su carne es muy delicada, aunque en determinadas áreas (por ejemplo, el Pacífico y el Índico) es un pez venenoso para los humanos (en particular, la piel y vísceras), por lo que es mejor no comer.